# Manoel de Castro Guimarães
Manoel de Castro Guimarães, primeiro e único barão de Cataguases (Barbacena, MG, 1816 — Juiz de Fora, MG, 15 de setembro de 1881) foi um fazendeiro e político brasileiro.
Foi batizado em 25 de agosto de 1816, na capela de Curral Novo, então pertencente a Barbacena, hoje parte de Antônio Carlos, MG, filho de José Antônio de Castro Guimarães e de Bernardina Clara do Nascimento. Durante a infância, se mudou com os pais para o distrito do Piau, MG, onde residia em 1831.
Foi dono da fazenda da Liberdade, herdada de seus sogros, no então distrito juiz-forano de Água Limpa, atual município de Coronel Pacheco, MG. Foi vereador em Juiz de Fora nas legislaturas de 1857-61 e de 1869-72.
Comendador da Ordem da Rosa, foi agraciado barão de Cataguazes (denominação original do título) em 13 de dezembro de 1876. A denominação de seu título possivelmente remete à cidade de Cataguases, na zona da mata mineira, cidade essa, que, entretanto, não parece ter ligação com a história do barão.
Em seu diário, D. Pedro II, anotou, em 27 de abril de 1881, que teria almoçado em sua casa, durante visita a Juiz de Fora.
Faleceu em 15 de setembro de 1881, em Juiz de Fora, onde foi sepultado, e onde é titular de rua.